# العلاقات الدومينيكانية الغانية
العلاقات الدومينيكانية الغانية هي العلاقات الثنائية التي تجمع بين جمهورية الدومينيكان وغانا.

## مقارنة بين البلدين
هذه مقارنة عامة ومرجعية للدولتين:
| وجه المقارنة                                              | جمهورية الدومينيكان | غانا         |
| --------------------------------------------------------- | ------------------- | ------------ |
| المساحة (كم2)                                             | 48.67 ألف           | 238.53 ألف   |
| عدد السكان (نسمة)                                         | 10.40 مليون         | 26.91 مليون  |
| الكثافة السكانية (ن./كم²)                                 | 213.68              | 112.82       |
| العاصمة                                                   | سانتو دومينغو       | أكرا         |
| اللغة الرسمية                                             | اللغة الإسبانية     | لغة إنجليزية |
| العملة                                                    | بيزو دومنيكاني      | سيدي غاني    |
| الناتج المحلي الإجمالي (بليون دولار)                      | 75.93 مليار         | 47.33 مليار  |
| الناتج المحلي الإجمالي (تعادل القوة الشرائية) بليون دولار | 149.89 مليار        | 115.41 مليار |
| الناتج المحلي الإجمالي الاسمي للفرد دولار أمريكي          | 6.47 ألف            | 1.37 ألف     |
| الناتج المحلي الإجمالي للفرد دولار أمريكي                 | 13.26 ألف           | 4.08 ألف     |
| مؤشر التنمية البشرية                                      | 0.715               | 0.579        |
| رمز المكالمات الدولي                                      | +1809، +1829، +1849 | +233         |
| رمز الإنترنت                                              | .do                 | .gh          |
| المنطقة الزمنية                                           | 00                  | 00           |

## منظمات دولية مشتركة
يشترك البلدان في عضوية مجموعة من المنظمات الدولية، منها:
| علم المنظمة | اسم المنظمة                                 | تاريخ انضمام جمهورية الدومينيكان | تاريخ انضمام غانا |
| ----------- | ------------------------------------------- | -------------------------------- | ----------------- |
|             | الاتحاد البريدي العالمي                     | ?                                | ?                 |
|             | يونسكو                                      | 4 نوفمبر 1946                    | 11 أبريل 1958     |
|             | البنك الدولي للإنشاء والتعمير               | 18 سبتمبر 1961                   | 20 سبتمبر 1957    |
|             | منظمة التجارة العالمية                      | ?                                | ?                 |
|             | وكالة ضمان الاستثمار متعدد الأطراف          | 7 مارس 1997                      | 29 أبريل 1988     |
|             | منظمة الشرطة الجنائية الدولية               | ?                                | ?                 |
|             | مؤسسة التمويل الدولية                       | 31 أكتوبر 1961                   | 3 أبريل 1958      |
|             | الأمم المتحدة                               | 24 أكتوبر 1945                   | 8 مارس 1957       |
|             | مجموعة دول أفريقيا والكاريبي والمحيط الهادئ | ?                                | ?                 |
|             | مؤسسة التنمية الدولية                       | 16 نوفمبر 1962                   | 29 ديسمبر 1960    |
|             | منظمة حظر الأسلحة الكيميائية                | ?                                | ?                 |

## وصلات خارجية
- موقع وزارة الخارجية الغانية